# Holmöns landskommun
Holmöns landskommun var en tidigare kommun i Västerbottens län. Kommunkoden 1952–1973 var 2408. Kommunen, som omfattade Holmöarna i Norra Kvarken och saknade fast förbindelse, var under sin tid Sveriges till invånarantalet minsta kommun..

## Administrativ historik

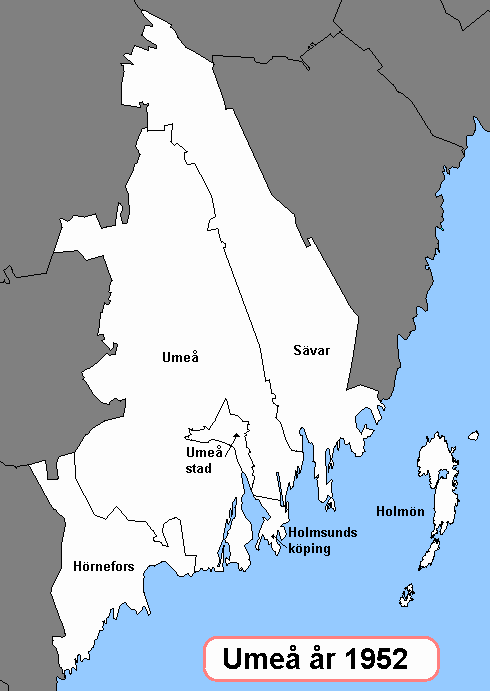
Kommuner runt Umeå år 1952.
Om inget annat anges är det en landskommun.

Holmöns landskommun bildades genom en utbrytning ur Sävars landskommun den 1 januari 1925. Kommunreformen 1952 påverkade inte indelningarna i området, då varken Västerbottens eller Norrbottens län berördes av reformen.
År 1971 infördes enhetlig kommuntyp och Holmöns landskommun ombildades därmed, utan någon territoriell förändring, till Holmöns kommun. Tre år senare gick dock kommunen upp i Umeå kommun.

### Kyrklig tillhörighet
I kyrkligt hänseende tillhörde kommunen Holmöns församling.

## Kommunvapen
Holmöns landskommun förde inte något vapen.

## Geografi
Holmöns landskommun omfattade den 1 januari 1952 en areal av 56,30 km², varav 52,60 km² land.

### Tätorter i kommunen 1960
I Holmöns landskommun fanns den 1 november 1960 ingen tätort. Tätortsgraden i kommunen var då alltså 0,0 procent.

## Befolkning
Befolkningsutveckling i Holmöns landskommun 1930-1970

## Politik

### Val till riksdagen 1952-1970
Tabellen visar till och med 1968 andrakammarval. Uppgifterna är hämtade från statistiska centralbyråns rapporter om valen. Siffrorna är avrundade, så summan blir inte alltid 100 procent.
| Parti          | 1952 | 1956 | 1958 | 1960 | 1964 | 1968 | 1970 |
| -------------- | ---- | ---- | ---- | ---- | ---- | ---- | ---- |
| H              | 11,5 | 26,1 | 24,3 | 8,1  | 7,9  | 14,3 | 13,9 |
| C              | 2,0  | *    | 6,4  | 11,0 | 11,4 | 17,0 | 22,8 |
| F              | 64,9 | 41,0 | 52,9 | 55,9 | 47,4 | 40,2 | 36,6 |
| KDS            | *    | *    | *    | *    | 4,4  | *    | *    |
| S              | 21,6 | 32,8 | 15,0 | 24,3 | 28,9 | 28,6 | 26,7 |
| SKP            | *    | *    | 1,4  | 0,7  | *    | *    | *    |
| Giltiga röster | 148  | 134  | 140  | 136  | 114  | 112  | 101  |

### Mandatfördelning i valen 1954-1970
| 15 |

| 14 |

| 15 |

| 14 |

| 15 |

| 14 |

| 15 |

| 14 |

| 17 |

| 16 |